# Rhoda
Rhoda är en amerikansk situationskomedi med Valerie Harper i huvudrollen. Serien pågick under fem säsonger mellan 1974 och 1978 och var en spinoff till The Mary Tyler Moore Show.
Serien startar med att Rhoda Morgenstern återvänder till hemstaden New York efter ett par år i Minneapolis.
I Sverige började serien sändas på TV2 hösten 1975.